# Thomas Melges
Thomas Melges (1 de enero de 1969) es un deportista alemán que compitió en remo. Ganó dos medallas en el Campeonato Mundial de Remo, en los años 1989 y 1992.

## Palmarés internacional
| Representando a la RFA   |                   |                   |                         |
| Campeonato Mundial       |                   |                   |                         |
| Año                      | Lugar             | Medalla           | Prueba                  |
| 1989                     | Bled (Yugoslavia) | Medalla de oro    | Cuatro scull ligero     |
| Representando a Alemania |                   |                   |                         |
| Campeonato Mundial       |                   |                   |                         |
| Año                      | Lugar             | Medalla           | Prueba                  |
| 1992                     | Montreal (Canadá) | Medalla de bronce | Ocho con timonel ligero |